# Wales (Alaska)
Wales – miejscowość w stanie Alaska, w okręgu Nome, w Stanach Zjednoczonych.

## Położenie
Miasto jest położone w zachodniej części Alaski, na półwyspie Seward, przy cieśninie Beringa, nad Morzem Beringa, około 3 km od Przylądku Księcia Walii. Jest najdalej wysuniętą na zachód miejscowością na stałym lądzie Ameryki Północnej.